# 高云江
高云江（—2025年1月21日），黑龙江依安人，中国人民解放军正军职离休干部、原天津警备区政治委员。

## 生平
高云江1956年3月入伍，1959年1月加入中国共产党。历任战士，排长，指导员，营副政委、政委，团副政委、政委，副师长，集团军副政委，卫戍区副司令员，集团军政委等职。
2025年1月21日，高云江因病于天津逝世，享年86岁。讣告刊登在2025年2月19日的《解放军报》。